# شتيفان كنير
شتيفان كنير (بالألمانية: Stefan Kneer) مواليد 19 ديسمبر 1985 في بيول، ألمانيا، هو لاعب كرة يد ألماني يلعب كظهير أيسر. مثل منتخب ألمانيا لكرة اليد.

## سجل المنافسة
شارك في البطولات التالية:
- بطولة العالم لكرة اليد للرجال 2015

## روابط خارجية
- شتيفان كنير على موقع الاتحاد الأوروبي لكرة اليد (الإنجليزية)